# 通济桥 (柘荣县)
通济桥，又名楮坪桥、通利长桥，是位于中国福建省宁德市柘荣县楮坪乡楮坪村西北侧的一个清代古建筑，2000年3月入选第四批柘荣县文物保护单位。
通济桥由明朝嘉靖初年仙岭郑氏八世祖郑宗远捐建，清朝同治十年（1871年）重建，1990年重修桥面廊屋，并更名"通利长桥"。该桥为石拱廊桥，单孔石拱跨度8.1米，距水面高8米，桥面廊屋木构抬梁式单檐双坡顶，共8扇7开间，全长21.4米，宽4.2米。桥北侧的民居内保存有裂为两块的"清光绪二年通济桥碑记"残碑。